# Голямо отместване на гласните в английския език
Голямото отместване на гласните в английския език е значителна промяна в произношението на дългите гласни, настъпила в продължение на няколко века, предимно през XV век. Това събитие се смята за граница между средноанглийския и съвременния английски език. Преди голямото отместване произношението на гласните в английския е било сходно с произношението им в латинския език.
По време на голямото отместване английските гласни са претърпели следните изменения (обозначени с международната фонетична азбука):
- Звукът [a:] се е превърнал в [æː], после в [ɛː] и [eː], накрая в двугласната [eɪ] (като в make) в съвременния английски език. Древноанглийският звук [ā] се е превърнал в средноанглийското [ɔː], затова не съответства на съвременната двугласна [eɪ].
- Звукът [ɛː] е станал отначало [eː], после [iː] (като в beak). В някои думи, започващи с група съгласни, звученето е станало друго: [eɪ] (като в break).
- Звукът [eː] се е превърнал в [iː] (като във feet).
- Звукът [iː] се е превърнал в двугласната [ɪi], после в [əɪ] и накрая в [aɪ] (като в mice).
- Звукът [ɔː] е станал [oː], а през XVIII век се е превърнал в [oʊ] или [əʊ] (като в boat).
- Звукът [oː] се е превърнал в [uː] (като в boot).
- Звукът [uː] се е превърнал в двугласната [uʊ], после в [əʊ], накрая в двугласната [aʊ] (като в mouse). След r и d не е настъпило отместване, а се е запазило първоначалното произношение [uː] (като в room и droop).

Например думата make преди голямото отместване се е произнасяла с дълго а, както думата father в съвременния английски език. Гласната в думата feet е била дълго e, гласната в mice е била дълго i, в boot е била дълго o, а в mouse е била дълго u.
Голямото отместване на гласните е настъпило след установяването на правописните норми, затова произношението на думите в съвременния английски език се различава значително от писмения им вид, наследен от средноанглийския.